# الحسين بن أشكيب المروزي
الشيخ أبو محمد الحسين بن أشكيب المروزي السمرقندي. هو رجل دين وفقيه ومتكلَّم ومصنِّف شيعي من قدماء علماء الشيعة الإثني عشريَّة إذ أنَّه من أصحاب الإمامين العاشر والحادي عشر علي الهادي والحسن العسكري ومن رواة الأحاديث،، وهو من مشايخ محمد بن مسعود العيَّاشي، والعيَّاشي كان مقيماً بسمرقند كذلك وقد روى عنه وأكثر من الرواية عنه. والمروزي من مشايخ النجاشي كذلك إذ ترجم له واصفاً إياه بأنَّه ثقة، وأصل المروزي يعود إلى من مدينة مرو، لكنَّه كان مقيماً بسمرقند وكش، ثم انتقل إلى مدينة قم وسكن بها، وعمل في خدمة مرقد فاطمة المعصومة. وقيل أنَّ كنيته أبو عبد الله، وقيل أنَّ اسمه الحسن وليس الحسين، وقيل أنَّ اسم والده اسكيب واسكيف، وقيل أنَّ اسم والده أحمد وأما أشكيب فلا يعدو كونه لقباً، غير أنَّ المشهور أن الصحيح أنَّ اسمه الحسين بن أشكيب المروزي.
وقد أثنى على المروزي عدد كبير من رجاليي الشيعة، فمنهم الطوسي الذي ترجم له وأثنى عليه بقوله: «فاضل جليل متكلم فقيه مناظر صاحب تصانيف لطيف الكلام جيد النظر»، وكذلك ابن المطهَّر الحلي الذي ترجم له في خلاصة الأقوال الذي ذكره باسم الحسين بن أسكيب مثنياً عليه وقائلاً عنه « ثقة ثقة ثبت عالم متكلم»، وذكره كذلك علي البروجردي إذ ترجم له في كتابه طرائف المقال في معرفة أحوال الرجال مثنياً عليه بقوله: «عالم متكلم مصنف له كتب فاضل جليل ثقة فقيه مناظر».

## مصنَّفاته
ذكر من مصنَّفاته ومؤلفاته في المصادر التي ترجمت له وذكرته:
| - الرد على من زعم أن النبي كان على دين قومه. ذكر هذا الكتاب النجاشِّي نقلاً عن بعض المصنِّفين والعلماء الشيعة.، وعنه الطهراني في الذريعة. | - الرد على الزيدية. ذكره النجاشي، وذكره كذلك آغا بزرگ الطهراني نقلاً عنه في الذريعة. - النوادر. ذكره النجاشي، ونقلاً عنه الطهراني في الذريعة. |

### الكتب
- أعيان الشيعة. محسن الأمين، طبع بيروت - لبنان، تاريخ الطبع مفقود، منشورات دار التعارف.
- الذريعة إلى تصانيف الشيعة. آغا بزرگ الطهراني، طبع بيروت - لبنان، تاريخ الطبع مفقود، منشورات دار الأضواء.

### إشارات مرجعية
1. ↑  
المازندراني، ابن شهرآشوب. معالم العلماء. ص. 77. مؤرشف من الأصل في 2019-12-11.
2. ↑  
الأردبيلي، محمد علي. جامع الرواة - ج1. ص. 233. مؤرشف من الأصل في 2019-12-11.
3. 1 2 3 4  
النجاشي. رجال النجاشي. ص. 44. مؤرشف من الأصل في 2019-12-11.
4. ↑  
الطوسي، محمد بن الحسن. رجال الطوسي. ص. 420. مؤرشف من الأصل في 2019-12-11.
5. ↑  
الحلي، ابن المطهر. خلاصة الأقوال. ص. 115. مؤرشف من الأصل في 2019-12-11.
6. ↑  
البروجردي، علي. طرائف المقال في معرفة أحوال الرجال - ج1. ص. 234. مؤرشف من الأصل في 2019-12-11.
7. ↑  
الطهراني، آغا بزرگ. الذريعة إلى تصانيف الشيعة - ج10. ص. 227. مؤرشف من الأصل في 2020-01-11.
8. ↑  
الطهراني، آغا بزرگ. الذريعة إلى تصانيف الشيعة - ج10. ص. 200. مؤرشف من الأصل في 2019-12-16.
9. ↑  
الطهراني، آغا بزرگ. الذريعة إلى تصانيف الشيعة - ج23. ص. 328. مؤرشف من الأصل في 2020-03-12.